# Guðmundur Gunnarsson
Guðmundur Gunnarsson (Reykjavík, 29 de outubro de 1945) é um eletricista e líder sindical islandês. Pai da cantora Björk (Björk Guðmundsdóttir), é uma figura conhecida nacionalmente como o líder da União de Eletricistas Islandeses, Rafiðnaðarsamband Íslands (RSÍ).
Os pais de Guðmundur eram Gunnar Guðmundsson e Hallfríður Guðmundsdóttir. Formou-se como eletricista em 1966. Graduou-se na Technical College of Iceland em 1969. Gunnarsson tem sido líder da união dos eletricistas desde 1993.